# Horky (Pardubice)
Horky é uma comuna checa localizada na região de Pardubice, distrito de Svitavy.